# Référendum slovène de 2021
Un référendum a lieu en Slovénie le 11 juillet 2021 afin de permettre à la population de se prononcer sur une modification de la loi protégeant les zones aquatiques et côtières votée auparavant par le parlement.
Les résultats donnent une large victoire du « Non » au projet de loi, avec près de neuf votes valides sur dix. Un résultat confirmé par un nombre suffisant d'inscrits en défaveur du projet, la constitution imposant un minimum de 20 % du total des inscrits votant « Non ». 
Le projet de loi, rejeté par les électeurs, n'entre par conséquent pas en vigueur.

## Objet
Il s'agit d'un référendum abrogatif d'initiative populaire à l'encontre d'un projet de loi voté par l'assemblée visant à modifier les éléments de la loi sur l'eau existante qui protège les zones aquatiques, aquifères et côtières.
Selon les opposants au projet, ces modifications, qui réduisent notamment la taille des zones protégées, affaibliraient la protection dont bénéficient les zones côtières ainsi que les bordures des lacs et des rivières. Les nouvelles règles, trop floues, y permettraient ainsi la construction d’hôtels et de centre commerciaux. Le gouvernement avait par ailleurs tenté d'insérer dans le projet de loi l'autorisation de construire des industries utilisant des substances dangereuses ainsi que la mise en place de décharges dans les zones protégées, avant d'y renoncer sous la pression d'associations de la société civile,. Une version précédente du projet aurait également donné le droit au gouvernement d'accorder des exemptions à des constructions en bordure de rivière ou de lac.
Le gouvernement, à l'origine du projet, récuse ces accusations et affirme que les environnementalistes qui portent ces accusations ont été trompés. La loi ne permettrait ainsi que la construction d'infrastructures publiques, tels que des parcs et terrains de jeux, et seulement si les municipalités et l'agence slovène de l'eau l'autorise. Les fonds de protections contre les inondations obtiendraient également des financements supplémentaires.

## Historique

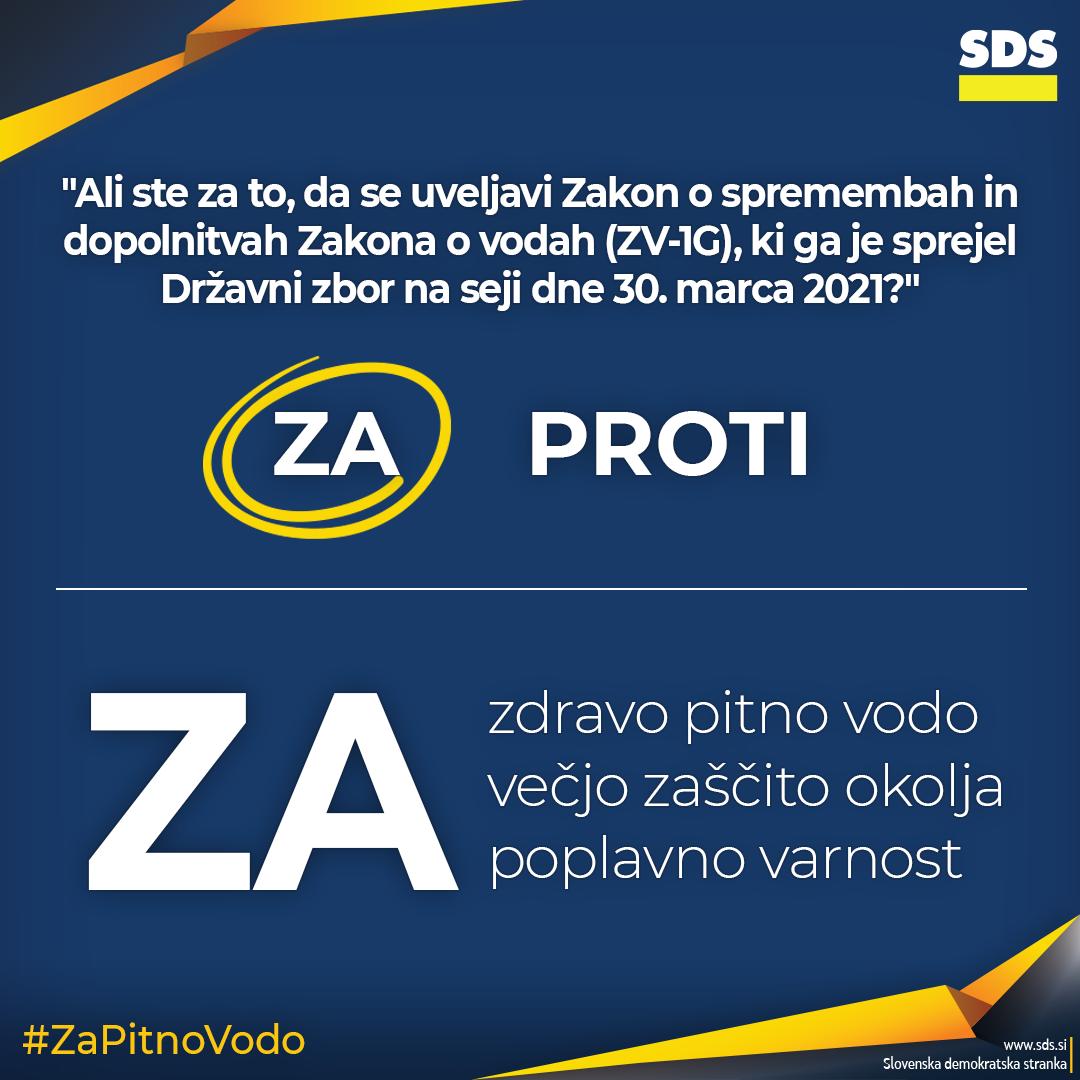
Affiche du Parti démocratique slovène, appelant à voter pour la nouvelle loi.

La Slovénie est le second pays de l'Union européenne après la Slovaquie à avoir inclus le droit à l'eau dans sa constitution. Le 17 novembre 2016, ce droit est en effet inscrit dans sa loi fondamentale, faisant de l'eau un bien public et interdisant sa commercialisation.
À la suite du projet de loi porté par le gouvernement en 2021, une alliance de plus d'une vingtaine d'organisations non gouvernementales écologistes ou de la société civile met en place un comité de collecte de signature. Celui ci entreprend les démarches pour déclencher l'organisation d'un référendum d'initiative populaire en accord avec les articles 90-1, 97 et 99 de la constitution slovène, qui permettent cette forme de démocratie directe lorsqu'un minimum de 2 500 signatures est réuni, puis au moins 40 000 dans un délai d'un mois.
Le 6 avril 2021, le comité « Pour l'eau potable » dépose un total de 9 254 signatures permettant le début officiel de la collecte jusqu'au 19 mai, période au cours de laquelle 48 479 signatures sont récoltées. Le parlement fixe alors la date d'organisation du référendum au 4 juillet. 
Le référendum est cependant reporté d'une semaine en raison de la découverte d'une erreur commise lors de récents amendements de la loi électorale ayant exclu environ 800 habitants de plusieurs villages des listes électorales. Le gouvernement procède à ce report d'une semaine en mettant en avant le besoin de temps supplémentaire pour corriger cette erreur, ce que les opposants au projet de nouvelle loi sur l'eau qualifient de manœuvre pour repousser l'organisation du référendum plus en avant dans la période des vacances d'été. Cette dernière est en effet propice à une plus grande abstention des électeurs, tandis que la loi électorale requiert un quorum lié à la participation pour valider les résultats du scrutin. Le report est voté par 43 voix pour et 42 contre le 25 mai, l'ensemble de l'opposition s'étant prononcé contre.

## Quorum
Le référendum est légalement contraignant. Néanmoins, pour être valable, un résultat négatif doit cumuler deux conditions : le total de voix pour le « Non » doit obtenir la majorité absolue des suffrages exprimés et atteindre le quorum de 20 % des inscrits sur les listes électorales. En 2021, un total de 1 700 035 électeurs sont inscrits sur les listes, soit un quorum de 340 007 voix.
La question posée est « Êtes-vous favorable à la mise en œuvre de la loi modifiant la loi sur l'eau (ZV-1G), décidée par l'Assemblée nationale en sa séance du 30 mars 2021 ? ».

## Résultats
| Choix               | Votants   | Votants | Inscrits | Inscrits |  |
| Choix               | Voix      | %       | %        | Quorum   |  |
| ------------------- | --------- | ------- | -------- | -------- |  |
| Pour                | 104 312   | 13,25   | 6,14     |          |  |
| Contre              | 682 760   | 86,75   | 40,19    | ✔ 20 %   |  |
|                     |           |         |          |          |  |
| Votes exprimés      | 787 072   | 99,76   | 46,34    |          |  |
| Blancs et invalides | 1 896     | 0,24    | 0,11     |          |  |
| Total des votants   | 788 968   | 100,00  | 46,45    |          |  |
|                     |           |         |          |          |  |
| Abstentions         | 909 674   |         | 53,55    |          |  |
| Inscrits            | 1 698 642 | 100,00  |          |          |  |

| Votes Pour (13,25 %) |  |  | Votes Contre (86,75 %) |
| ▲                    |  |  |                        |
| Majorité absolue     |  |  |                        |

| Autres inscrits (59,81 %) |  |  | Inscrits contre (40,19 %) |

| ▲              |
| Quorum de 20 % |

## Conséquences
Les résultats donnent une large victoire du « Non » au projet de loi, avec près de neuf votes valides sur dix, et un peu plus de 40 % des inscrits, le double du quorum exigé. Le projet de loi rejeté par les électeurs n'entre par conséquent pas en vigueur. 
Avec un peu plus de 46 % des inscrits ayant participé au vote, il s'agit du deuxième plus haut taux de participation pour un référendum révocatoire slovène, seul le référendum sur la privatisation de la compagnie nationale d'assurance organisé en 2007 en même temps qu'une élection présidentielle ayant connu un taux plus élevé, à 58 %.